# Prîlîmanske, Odesa
Prîlîmanske (în ucraineană Прилиманське) este un sat în raionul Odesa, regiunea Odesa, Ucraina.

## Demografie
Componența lingvistică a comunei Prîlîmanske
     Ucraineană (73,39%)
     Rusă (24,04%)
     Alte limbi (1,41%)
Conform recensământului din 2001, majoritatea populației comunei Prîlîmanske era vorbitoare de ucraineană (73,39%), existând în minoritate și vorbitori de rusă (24,04%).